# Сунь Бинь
Сунь Бинь (кит. трад. 孫臏, упр. 孙膑, пиньинь Sūn Bìn; умер в 316 году до н. э.) — видный китайский стратег и военный теоретик периода Сражающихся царств (403—221 годы до н. э.).

## Несправедливость и жестокость
По сообщению Сыма Цяня, Сунь Бинь был уроженцем царства Ци и потомком знаменитого полководца Сунь-цзы (Сунь У). Однако, академические исследования последних десятилетий ставят под сомнение существование Сунь-цзы как исторической личности.
Согласно преданию, он учился стратегии у легендарного философа-затворника Гуй Гу-цзы вместе с Пан Цзюанем. Этот его соученик обладал определёнными способностями к военному делу, но сильно уступал уму и талантам Сунь Биня, и это обстоятельство сыграло большую роль в его судьбе. Позднее, будучи на службе у князя удела Вэй, Пан Цзюань из зависти оклеветал Сунь Биня, обвинив в измене. В результате, Сунь Бинь был приговорён к бесчеловечному наказанию, которое заключалось в нанесении на лицо татуировки и вырезанию коленных чашечек.
По другой же версии, ему отсекли обе ступни, что в древнем Китае было распространенным видом наказания. Жестокое наказание сделало его инвалидом на всю оставшуюся жизнь и дало прозвище Бинь, что означает «коленная чашечка». 
Теперь Сунь не мог рассчитывать на приём у правителя и получить возможность проявить свои таланты стратега, как не мог стать и полководцем. Однако обрушившееся на него несчастье и унижение не сломило дух Сунь Биня. Он использовал стратагему и с помощью циского посла бежал из княжества Вэй в Ци.

## Карьера в царстве Ци
Сунь Бинь добился больших успехов в карьере на службе у правителя царства Ци в качестве стратега и военного советника. Там ему представился случай продемонстрировать свой ум и изобретательность в совершенно другой, пока мирной области. Когда речь заходит о военных талантах Сунь Биня, во всем Китае вспоминают предание: «Лошадиные бега военачальника Тянь Цзи».
Военачальник Тянь Цзи, покровитель Сунь Биня, часто бился об заклад с государством Ци, делая крупные ставки на скачках, и регулярно проигрывал. Однажды за ним последовал Сунь Бинь. Он знал, что лошади Тянь Цзи уступают лошадям царского дома. Но и лошади Тянь Цзи, и лошади царского дома делились на три категории: хорошие, средние и плохие.
Когда вновь начались скачки с тремя последовательными заездами на трех лошадях различных разрядов, Сунь Бинь посоветовал Тянь Цзи, чтобы тот сначала выставил плохую лошадь против хорошей лошади царского дома, хорошую лошадь против средней царской лошади и, наконец, среднюю лошадь против плохой царской лошади.
Тянь Цзи последовал этому совету и в результате один лишь раз потерпел поражение — его слабая лошадь проиграла хорошей царской; однако он два раза выиграл, поскольку хорошая лошадь победила среднюю царскую, а его средняя лошадь пришла впереди плохой царской. Победив в двух заездах из трех, Тянь Цзи выиграл в бегах и получил хороший куш. Благодаря этому случаю и Сунь Бинь стал известным и циский правитель Вэй-ван весьма заинтересовался личностью Сунь Биня.
В 354 до н. э. царство Вэй напало на царство Чжао. Одержав победу в полевом сражении, вэйские войска вступили в чжаоскую столицу Ханьдань. Чжао проигрывало войну и могло окончательно пасть, и тогда чжаоский правитель в отчаянии обратился за помощью к царству Ци. В государственном совете Ци при обсуждении чжаосской просьбы возникли разногласия. Циский министр Цзоу Цзи не считал необходимым вмешиваться, полагая, что участие в войне между Вэй и Чжао ослабит мощь его царства. Однако другой циский министр, Дуань Ганьлунь, придерживался мнения, что в случае покорения Чжао царство Вэй ещё более усилится и что это с неизбежностью поставит под угрозу Ци. Поэтому он настаивал на оказании немедленной помощи Чжао. Циский правитель согласился с этим и решил в собственных интересах оказать помощь Чжао. Он хотел поставить во главе войск Сунь Биня, но тот, поблагодарив, отказался, сказав: «Искалеченный наказанием не может командовать войском». Тогда командующим назначили Тянь Цзи, сделав Сунь Биня его помощником. Он сидел в повозке под балдахином и, следуя за войском, составлял планы.

## Успех и месть
Чтобы разбить вэйское войско, Тянь Цзи хотел повести свою армию в Чжао и разбить вэйцев совместно с чжаоскими войсками. Сунь Бинь не согласился с этим. 

Проанализировав обстановку, Сунь Бинь сказал Тянь Цзи: 
«Если кто-то хочет распутать узел, то, конечно, не должен изо всех сил тянуть и дергать веревку. Если кто-то тренирует боевых петухов, то, конечно, для этого он не должен стравливать их друг с другом. Если кто-то хочет покончить с осадой, то лучше всего, если он не поведет свои войска туда, где и без того полно войск, а отправит их в место, где нет войска. Все отборные войска царства Вэй находятся в царстве Чжао. Царство Вэй не имеет военной защиты. Поэтому я предлагаю осадить столицу Вэй город Далян. Тогда вэйская армия сразу прекратит осаду царства Чжао и поспешит назад, на помощь собственной стране»
Тянь Цзи последовал совету Сунь Биня, расчеты которого сразу же подтвердились. Как только распространилось известие о нападении циской армии на царство Вэй, вэйская армия сняла осаду с Чжао и поспешила назад, в Вэй. Армия царства Ци расположилась в заранее выбранном месте, лежавшем на пути перехода армии Вэй. Здесь они спокойно поджидали в полной боевой готовности и в битве при Гуйлин (по разным данным, в 354 или в 353 году до н. э.) нанесли полный разгром вэйской армии, хотя и значительно более сильной, однако изнуренной быстрым маршем. Таким образом царство Чжао было спасено.
В китайской истории память об этих событиях осталась в виде изречения «Осадить Вэй, чтобы спасти Чжао» (圍魏救趙). Это означает нанесение удара по уязвимому месту противника вместо того, чтобы вступить с ним в прямое противоборство. Таким образом, стратегия непрямых действий в древнем Китае была создана и сформулирована на двадцать три века раньше, чем это было сделано в Европе Лиддел Гартом.
Через 13 лет Вэй и Чжао напали на царство Хань. Оказавшись в трудном положении, ханьский правитель обратился за помощью к цискому правителю. Тот снова поручил командование Тянь Цзи, дав ему в помощники Сунь Биня. По совету Сунь Биня циский командующий со своим войском снова направился прямо к вэйской столице. Узнав об этом, вэйский военачальник Пан Цзюань оставил Хань и повернул назад, но в это время циская армия уже пересекла границу и двигалась на запад. 

Сунь Бинь сказал Тянь Цзи: 
«Воины трех цзиньских княжеств отчаянно храбры, но они недооценивают Ци и называют цисцев трусливыми. Умелый военачальник, воспользовавшись обстановкой, с выгодой для себя завлечет их. В законах ведения войны говорится: „Те, кому перед сражением приходится проходить 100 ли, могут потерять даже старших командиров, у тех же, кому приходится проходить 50 ли, может дойти половина войска“. Прикажите, чтобы циские войска, вошедшие в Вэй, устроили сначала 100 тысяч костров для приготовления пищи, на следующий день вполовину меньше — 50 тысяч, а на третий день лишь 30 тысяч»
Через три дня похода Пан Цзюань радостно заявил: 
«Я был уверен, что циские воины — трусы: через три дня после вступления в наши земли больше половины их воинов и командиров разбежалось»
Поддавшись уловке, он оставил свои пехотные части и с легковооруженными отборными солдатами стал преследовать цисцев, двигаясь днём и ночью.
Сунь Бинь, рассчитав их движение, определил, что к вечеру вэйцы должны достичь Малина. Дорога у Малина была узкая, по обеим сторонам имелось много естественных препятствий, где можно было расположить в засаде множество солдат. Выполнив это, Сунь Бинь приказал срубить большое дерево, очистить его от коры и сделать надпись: «Пан Цзюань умрет под этим деревом». Затем Сунь Бинь приказал десяти тысячам лучших лучников циской армии расположиться в засаде по обеим сторонам дороги. Им был дан приказ: «Вечером, увидев огонь, стрелять всем разом».
Пан Цзюань действительно вечером дошёл до срубленного дерева. Увидев, что оно очищено от коры и там что-то написано, он зажег факел, чтобы осветить его и прочитать надпись. Но не успел он дочитать, как десять тысяч лучников циской армии выстрелили разом. Под градом циских стрел вэйская армия пришла в большой беспорядок и началась паника. Пан Цзюань понял, что Сунь Бинь снова его перехитрил и поражение его армии неизбежно. Тогда он со словами «Слава таки досталась этому негоднику!» перерезал себе горло. Циские войска, воспользовавшись успехом, полностью разгромили его армию, взяли в плен вэйского наследника Шэня и увели с собой.
Так Сунь Бинь одновременно отомстил своему врагу и привёл войско царства Ци к победе над армией Вэй в битве при Малин (в 341 году до н. э.). Эти победы подорвали мощь Вэй и вывели царство Ци в число сильнейших «сражающихся царств».

## Искусство войны
После ряда исследований, проведённых китайскими и западными учёными за последние 30 лет, появилась гипотеза о том, что настоящим автором Искусства войны Сунь-цзы является именно Сунь Бинь. Также некоторые исследователи склоняются к мнению, что полулегендарный Сунь-цзы (Сунь У) и исторический Сунь Бинь на самом деле одно и то же лицо.
Сунь Бинь также является автором другого трактата по военной стратегии Сунь Бинь бинфа (Искусство войны Сунь Биня) (孙膑兵法). Среди историков долгое время существовали сомнения относительно этого трактата, но в 1972 в округе Линьи (пров. Шаньдун) при раскопках ханьских захоронений были найдены фрагменты Сунь Бинь бинфа («Трактата о военном искусстве Сунь Биня»), пролежавшие в земле более 2 тыс. лет. Найденные 223 бамбуковые дощечки с нанесенными на них 5985 иероглифами, представляющие собой фрагменты восьми глав этого сочинения, подтверждают принадлежность его к эпохе «Сражающихся царств».